# Malyj Abakan
Il Malyj Abakan (in russo Малый Абакан?) è un fiume della Siberia Occidentale meridionale, uno dei due rami sorgentiferi dell'Abakan (bacino dello Enisej). Scorre nel Taštypskij rajon della Chakasija, in Russia.

## Descrizione
Il fiume ha inizio dalla confluenza dei due rami sorgentiferi Čibit e Anyjajk che scendono dalle pendici dell'estremo confine settentrionale dello Šapšal, dove incontra i Monti Saiani Occidentali. Il fiume scorre prevalentemente in direzione settentrionale in una stretta valle tra le creste del Karlygak (lo spartiacque tra il Bol'šoj e il Malyj Abakan) e quelle del Čukčut (lo spartiacque tra il Malyj Abakan e il fiume Ona. Ha una lunghezza di 117 km; l'area del suo bacino è di 2 650 km². All'incontro con il Bol'šoj Abakan dà origine al fiume Abakan. 
I fenomeni di ghiaccio iniziano alla fine di ottobre. Il disgelo avviene tra la fine di aprile e l'inizio di maggio. Parte del bacino del fiume si trova sul territorio della Riserva naturale statale «Chakasskij».